# Dilano van 't Hoff
Dilano van 't Hoff (Dordrecht, 26 de julho de 2004 – Stavelot, 1 de julho de 2023) foi um automobilista neerlandês.

## Carreira
Van t'Hoff iniciou a carreira no kart aos 11 anos, disputando a SKUSA SuperNationals.. Em 2018, ficou em terceiro lugar na IAME Euro Series e repetiu o desempenho na final internacional da categoria, além de ter disputado seu primeiro campeonato europeu da modalidade.

### Fórmula Regional
Em 2021, fez sua estreia nos monopostos ao disputar a Fórmula 4 dos Emirados Árabes pela equipe Xcel Motorsport, terminando com o vice-campeonato. No mesmo ano disputou, com um carro da MP Motorsport, as rodadas duplas de Valência, Mugello e Monza da Fórmula Regional Europeia (FRECA), como piloto convidado. Ainda em 2021, sagrou-se campeão da Fórmula 4 Espanhola.
Para a temporada seguinte, foi efetivado como titular da FRECA, obtendo um pódio e a 19ª posição na classificação final. Ele ainda disputou a Fórmula Regional Asiática pela equipe Pinnacle Motorsport, terminado em 13º.

## Morte
Durante a corrida 2 de Spa-Francorchamps, Van't Hoff, em sua segunda temporada completa na Fórmula Regional Europeia, perdeu o controle de seu carro após a relargada, sendo atingido pelo irlandês Adam Fitzgerald, que bateu na lateral do seu carro. O piloto faleceu a caminho do hospital, aos 18 anos.